# Karim Sarroub
Karim Sarroub est un psychanalyste et écrivain français né en 1969 à Skikda (ex-Philippeville), en Algérie.

## Biographie
Karim Sarroub naît en 1969.
Il passe son enfance dans la ville de Skikda (ex-Philippeville) avant de s'installer à Paris en 1986 avec sa famille.
Après un court passage au Centre national du livre en 1996, au Bureau des auteurs, il se met à écrire et commence une analyse avec Gérard Miller qui durera dix-sept ans. Athée comme son père et antireligieux revendiqué tel qu'il le déclarera sur France Culture, il dénonce la violence durant la Guerre Civile en Algérie et les arrestations des intellectuels. Il est proche des psychanalystes lacaniens de l'École de la cause freudienne.
À la parution de son premier roman, A l'ombre de soi (Mercure de France, 1998) il participe avec Alexandre Lacroix, Vincent de Swarte, Philippe Caubère, Arnaud Cathrine, etc., à la publication de la revue Bottom, consacrée à la création contemporaine affranchie de toute allégeance partisane.
Il tient un blog hébergé par Le Monde.fr - après l'avoir été par le Nouvel Obs - où il ne craint pas la polémique,.
Selon Mediapart le 18 janvier 2009 s'est tenue chez Karim Sarroub une réunion regroupant des intellectuels de milieux associatifs, psychanalytiques, syndicalistes et universitaires, de l'Appel des appels,, un mouvement contre les réformes inspirées du « New public management », touchant alors le service public. Parmi les premiers signataires de l'appel figurent Roland Gori, Nathalie-Georges Lambrichs, Laurie Laufer, Marie-José Mondzain, le Syndicat de la magistrature ou encore Sauvons la recherche. Le 23 janvier 2009, 20 000 personnes ont répondu à l’Appel des appels et on en compte aujourd'hui près de 90 000.
Il fait partie des intellectuels ayant réclamé la libération du poète et écrivain tunisien Taoufik Ben Brik, harcelé par la police puis incarcéré par le régime du président Ben Ali à la suite d'une série de tribunes dans la presse française hostiles au pouvoir durant la campagne présidentielle de 2009 en Tunisie.
En 2010 il prend position contre le pamphlet de Michel Onfray, Le Crépuscule d'une idole, sur Sigmund Freud (l'ouvrage est sous-titré L'Affabulation freudienne) en y dénonçant ce qui lui semble des approximations et des erreurs grossières.
Il collabore en 2011 à un ouvrage hommage pour les trente ans de la mort du psychanalyste Jacques Lacan : Pourquoi Lacan, dans la revue Le Diable probablement dirigée par Anaëlle Lebovits-Quenehen; avec Philippe Sollers, Jacques-Alain Miller, Roland Castro, Alexandre Adler, Benoît Jacquot, François Cheng, Éliette Abécassis, etc.
Inspiré par son livre, le complexe de Mohamed est devenu un concept dans la clinique selon la psychologue Yana Korobko.

## Publications

### Romans
- À l'ombre de soi, Mercure de France, 1998[1]
- Racaille, Mercure de France, 2007
- Le Complexe de Mohamed, Mercure de France, 2008

### Essai
- Pourquoi Lacan. Le Diable probablement, essai, éditions Lussaud, 2012